# George Eliot

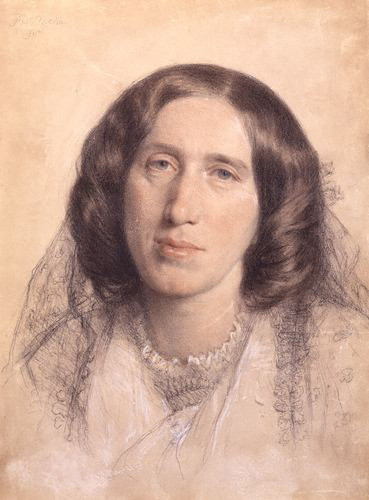
George Eliot, Porträt von Frederick William Burton, 1865.

George Eliot war das Pseudonym der englischen Schriftstellerin, Übersetzerin und Journalistin Mary Ann Evans (* 22. November 1819 in Nuneaton, Grafschaft Warwickshire; † 22. Dezember 1880 in London; alternativ auch Mary Anne Evans oder Marian Evans), die zu den erfolgreichsten Autoren des viktorianischen Zeitalters zählt. Romane wie Middlemarch und Die Mühle am Floss gehören zu den Klassikern der englischen Literatur. 2015 wählten 82 internationale Literaturkritiker und -wissenschaftler den Roman Middlemarch zum bedeutendsten britischen Roman.

## Leben

### Kindheit, Jugend und Anfänge als Journalistin

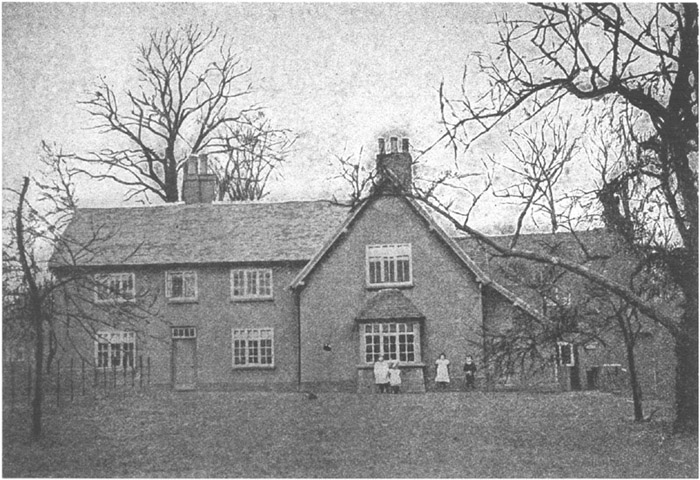
Geburtshaus der Schriftstellerin, South Farm, Arbury

Mary Anne Evans kam 1819 in der South Farm auf dem Landgut Arbury in Warwickshire zur Welt, als Tochter des Gutsverwalters Robert Evans und dessen zweiter Frau Christiana Pearson. Sie war das jüngste von insgesamt fünf Kindern der Familie, davon zwei aus erster Ehe ihres Vaters.
Sie wuchs im Griff House in der Nähe Nuneatons auf und besuchte die Schulen in Nuneaton und Coventry, wo sie als hervorragende Schülerin galt. Die Stellung ihres Vaters gab Mary Anne Evans sowohl Einblick in das Leben der Arbeiterschicht als auch des Landadels und verschaffte ihr Zugang zur Bibliothek des Gutes. Beeinflusst von einer Lehrerin wandte sie sich 1834 dem Evangelikalismus zu.
Ihre Mutter starb 1836, als Mary Anne Evans sechzehn war. Zu diesem Zeitpunkt bildete sich Mary Anne zuhause mit Hilfe von Hauslehrern weiter und führte zusammen mit einer Schwester den Haushalt. Nach der Heirat ihrer Schwester im Jahr 1837 oblag Mary Anne diese Pflicht alleine. In der Zeit nach dem Tode ihrer Mutter verkürzte sie ihren mittleren Namen auf „Ann“. Als ihr Bruder Isaac 1841 heiratete, übernahm er das Haus der Familie und sie zog mit ihrem Vater nach Foleshill, einem Vorort Coventrys. Dort erhielt sie Zugang zum Umfeld des Fabrikanten Charles Bray, Unitarier und Anhänger Robert Owens, dessen Haus ein Treffpunkt liberaler Freidenker war. Dieser sogenannte Rosehill circle eröffnete ihr neue Einsichten in intellektuelle und religiöse Fragen. Als Resultat legte sie schrittweise ihren Glauben nieder, was zu Konflikten mit ihrem Vater führte.
Während dieser Zeit begann sie regelmäßig für die Zeitung Charles Brays zu schreiben und übersetzte David Friedrich Strauß’ Das Leben Jesu ins Englische. Nach dem Tod ihres Vaters im Jahr 1849, den sie bis ans Lebensende gepflegt hatte, unternahm sie mit Freunden eine Reise durch Europa und ließ sich für mehrere Monate in Genf nieder. Zurück in England, zog sie nach London und arbeitete unter dem Namen Marian Evans als Redaktorin für die liberale Zeitschrift Westminster Review, mit deren verheiratetem Herausgeber sie eine kurze Affäre einging. Durch ihre Arbeit kam sie in Kontakt mit vielen wichtigen britischen Intellektuellen der damaligen Zeit.

### Beziehung zu George Henry Lewes
Über die Bekanntschaft mit Herbert Spencer, in den sie sich verliebte, von dem sie aber zurückgewiesen wurde, lernte Evans den verheirateten Autor George Henry Lewes kennen, mit dem sie eine offene Liebesbeziehung zu führen begann. Diese „wilde Ehe“ war ein Skandal in der damaligen Zeit und wurde auch im Bekanntenkreis des Paars nicht goutiert. Lewes konnte aber nicht das Geld für eine Scheidung aufbringen, und da er für ein nicht von ihm gezeugtes Kind seiner Frau die Vaterschaft übernommen hatte, hatte er damit den Ehebruch gebilligt und konnte ihn nicht mehr als Scheidungsgrund vorbringen.
Mittlerweile nicht mehr bei der Westminster Review beschäftigt, übernahm Evans die Übersetzung von Ludwig Feuerbachs Das Wesen des Christentums. 1854 unternahm das Paar eine Reise nach Deutschland, wo Lewes Material für eine Goethe-Biographie zusammentrug und die beiden im Kreise deutscher Intellektueller eine weitaus tolerantere Haltung zu ihrer Beziehung erfuhren. So wohnten beide in Weimar in der Kaufstraße 2, woran eine Gedenktafel erinnert. Nach ihrer Rückkehr ließen sie sich als Mr. und Mrs. Lewes in Richmond im Südwesten Londons nieder.

### Einstieg in die Belletristik
Im Jahr 1857 erschien im Blackwood’s Edinburgh Magazine mit der Kurzgeschichte The Sad Fortunes of the Reverend Amos Barton Marian Lewes erstes belletristisches Werk. Das Manuskript wurde von George Henry Lewes an den Verleger übermittelt; als Autor wurde ein Mann namens „George Eliot“ angegeben, dessen Name fortan zu Marian Lewes literarischem Pseudonym wurde. Amos Barton wurde 1858 zusammen mit den beiden Kurzgeschichten Mr. Gilfil’s Love Story und Janet’s Repentance, die ebenfalls im Blackwood’s Magazine publiziert wurden, unter dem Titel Scenes of Clerical Life bei Blackwood als Buch veröffentlicht und mit Lob bedacht. In dieser Zeit ersten literarischen Erfolgs erfuhr Marians Bruder Isaac, dem sie sich sehr verbunden fühlte, von der Natur ihres Verhältnisses zu George Henry Lewes und brach jeden Kontakt zu ihr ab.

### Erfolg als Romanautorin

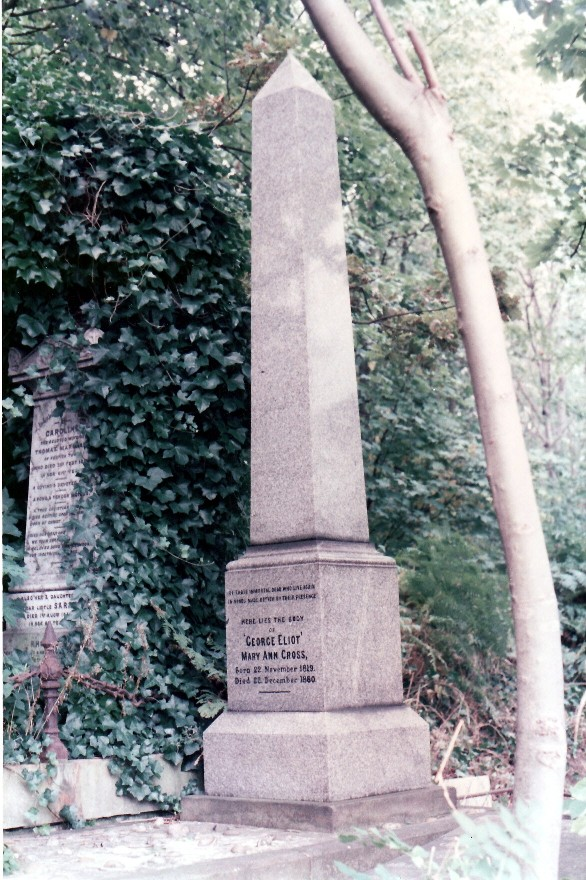
Eliots Grab auf dem Highgate Cemetery

1859 veröffentlichte George Eliot ihren ersten Roman Adam Bede, der zum Bestseller wurde. Wie in ihren Kurzgeschichten porträtierte sie auch hier Charaktere, die sie aus dem ländlichen Leben ihrer Jugend in Warwickshire kannte. Schon vor der Veröffentlichung ihres nächsten Romans wurde bekannt, wer sich hinter dem Pseudonym verbarg. Die Mühle am Floss kam 1860 heraus und war stark an ihre eigene Biografie angelehnt. 1861 folgte Silas Marner.  Für die von 1862 bis 1863 veröffentlichte Romanserie Romola wechselte sie aufgrund eines lukrativen Angebots zum Blackwood-Konkurrenten Cornhill Magazine, der historische Roman stellte sich aber als Misserfolg heraus. Mit Felix Holt, The Radical (1866), den sie in der Zeit des Reform Act 1832 ansiedelte, kehrte sie zu Blackwood zurück. In ihrem ab Dezember 1871 erschienenen Roman Middlemarch beschrieb George Eliot das Leben in einer fiktiven gleichnamigen Kleinstadt in den Midlands um das Jahr 1830. Middlemarch wurde zu ihrem größten Erfolg. Der letzte Roman von George Eliot, Daniel Deronda, wurde 1876 veröffentlicht.
Ihr Werk war sehr erfolgreich und hatte beträchtlichen Einfluss auf die englische Literatur. Immer wieder griff sie in den späteren Arbeiten philosophische und sozialpolitische Probleme auf. Ihre freien und revolutionären Gedanken trafen nicht überall auf Zustimmung. Aufgrund des großen Erfolgs wurde sie jedoch allmählich wieder von der Gesellschaft aufgenommen. Nach dem Tod G. H. Lewes' heiratete sie am 6. Mai 1880 den 20 Jahre jüngeren John W. Cross, der sich auf der Hochzeitsreise aus dem Fenster seines Hotelzimmers in Venedig in einen Kanal stürzte, jedoch überlebte. Mary Ann Evans war ein wichtiges Mitglied des geistigen Lebens Londons, wo sie am 22. Dezember 1880 verstarb. Ihr Grab befindet sich auf dem Londoner Highgate Cemetery.

## Namensänderungen
George Eliot benutzte in ihrem Leben mindestens sieben Namen: Sie wurde als „Mary Anne Evans“ geboren, korrespondierte mit ihrer streng religiösen ersten Lehrerin und Freundin Maria Lewis als „Clematis“, nannte sich „Mary Ann Evans“ nach dem Tod ihrer Mutter, nach ihrem Umzug nach London hatte sie als „Marian Evans“ als Managerin der Westminster Review großen Erfolg, brüskierte als „Marian Evans Lewes“ die prüde Gesellschaft, kam als „George Eliot“ zu Weltruhm und starb schließlich als respektable Ehefrau „Mary Ann Cross“.

## Nachwirkung
John Boyne hat sich in Die Geschichte der Einsamkeit auf Eliot bezogen, um seine Kritik am irischen Katholizismus zu untermauern, insbesondere wegen dessen Auffassungen zur Sexualität. In der Bibliothek des Priesterseminars, das die beiden Hauptfiguren besuchen, zählt Middlemarch wegen des Spiels mit den Geschlechterrollen als verbotene Lektüre. 
Ihr ist im Tafelservice berühmter Frauen von Vanessa Bell und Duncan Grant von 1934 ein Teller gewidmet.

## Werke

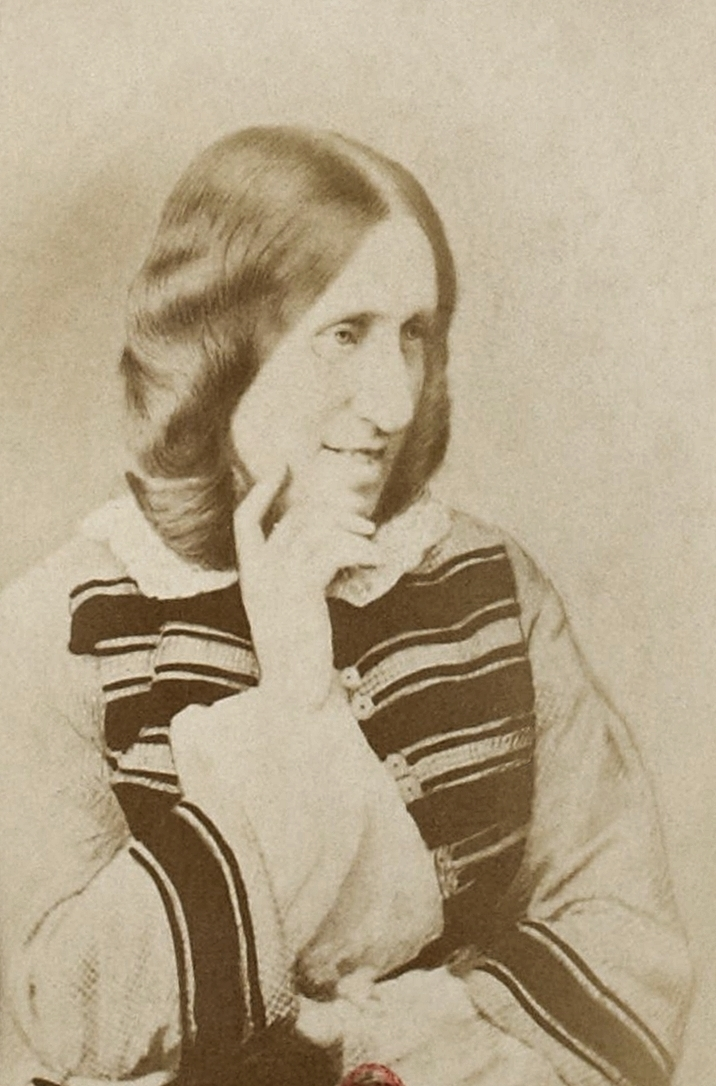
George Eliot, ca. 1865

### Romane
- Adam Bede (1859)
- Die Mühle am Floss (1860)
- Silas Marner (1861)
- Romola (1862–63)
- Felix Holt, The Radical (1866)
  - Felix Holt, der Radikale,  übersetzt von Emil Lehmann, O. Janke, Berlin 1867
- Middlemarch (1871–72)
  - Middlemarch. Eine Studie über das Leben in der Provinz, übersetzt von Melanie Walz. Rowohlt Verlag, Hamburg 2019, ISBN 978-3-498-04537-1.
- Daniel Deronda (1876)

### Erzählungen
- Scenes of Clerical Life (1858)
  - The Sad Fortunes of the Reverend Amos Barton (1857)
  - Mr. Gilfil’s Love Story (1857)
  - Janet’s Repentance (1857)
- The Lifted Veil (1859)
  - Der gelüftete Schleier. Deutsch von Heiko Postma. JMB Verlag, Hannover, 2022.
- Brother Jacob (1864)
- Three Months in Weimar (1855). 
  -  Zu Gast in Weimar. Deutsch von Nadine Erler. Bertuch Verlag, Weimar 2019.

## Verfilmungen
- 1924: Die Hochzeit von Florenz (Romola)
- 1994: Middlemarch
- 2002: Daniel Deronda